# Qusar
Qusar ( azeri: Laçın) é um dos cinqüenta e nove raiones em que é subdividida politicamente a República do Azerbaijão. A cidade capital é a cidade de Qusar.

## Território e População
Este raion é possuidor uma superfície de 1.542 quilômetros quadrados, os quais são o lugar de uma população composta por umas 83.598 pessoas. Por onde, a densidade populacional se eleva a cifra dos 54,21 habitantes por cada quilômetro quadrado.

## Economia
A economia está dominada pela agricultura. Criam-se ovelhas e se cultivam cereais, hortaliças e batatas. Também há fábricas de tapetes.